# Iowa IndyCar 250 2024 (2. Rennen)

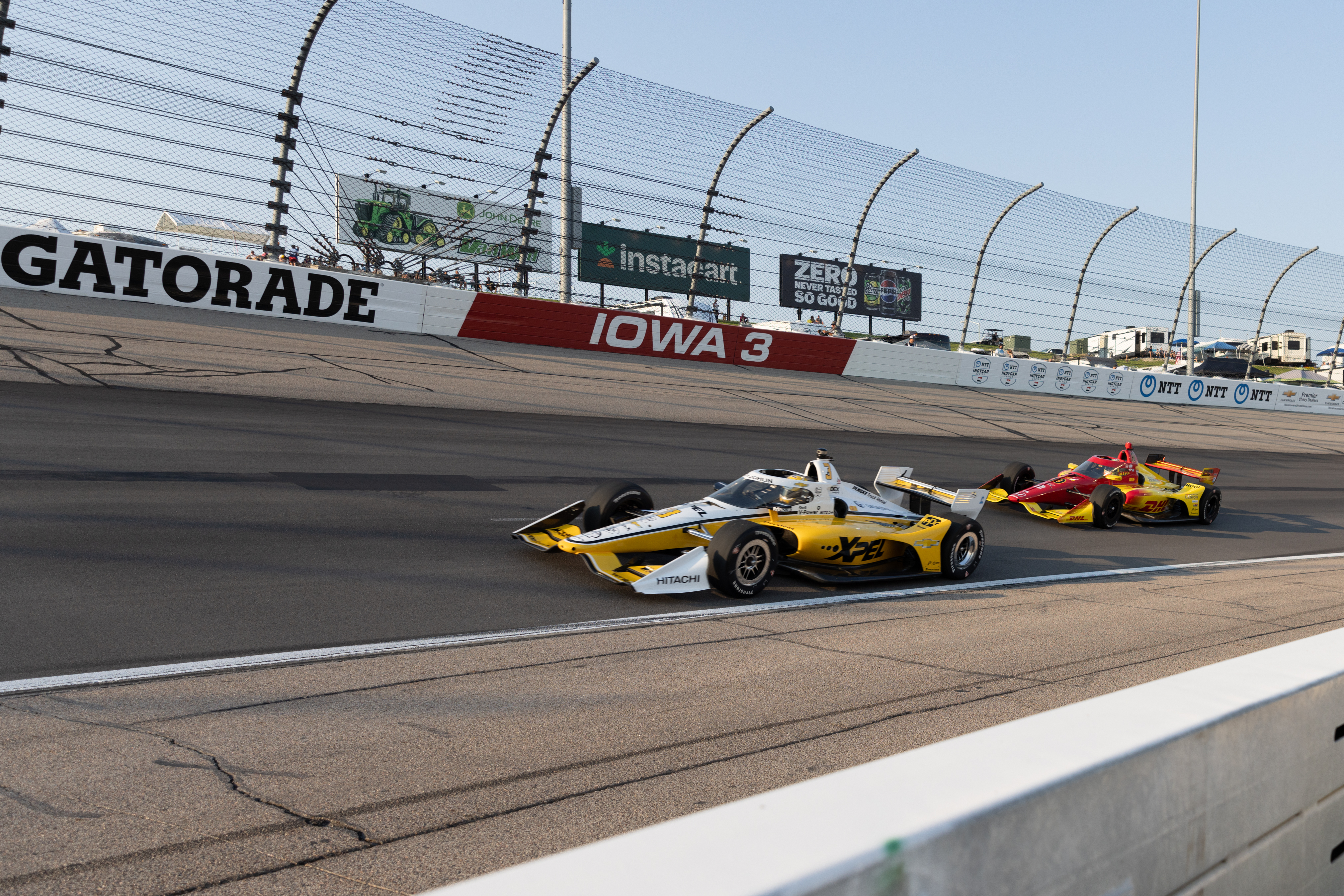
Scott McLaughlin (vorne) und Alex Palou in Newton 2024

Das Iowa IndyCar 250 2024 (offiziell Hy-Vee Homefront 250 presented by Gatorade) auf dem Iowa Speedway fand am 14. Juli 2024 statt und ging über eine Distanz von 250 Runden à 1,408 km. Es war der 11. Lauf zur IndyCar Series 2024. An diesem Wochenende fanden zwei Rennen statt in Newton mit identischer Distanz, eines am Samstag und ein weiteres am Sonntag.

## Bericht
Mit einer ausgezeichneten Boxenstopp-Strategie konnte Will Power (Team Penske) das zweite Rennen in Iowa vom 22. Startplatz aus gewinnen. In der Anfangsphase führte Scott McLaughlin (Team Penske) das Rennen an. In der 95. Runde kamen die Fahrer zum Stopp unter Grün an die Boxen, Power blieb auf der Strecke. Kurz darauf gab es eine Gelbphase und Power nutzte die Gelegenheit. Vorne übernahm Alex Palou (Chip Ganassi Racing) vor McLaughlin die Führung. Den zweiten Stopp legte zuerst McLaughlin ein, einige Runden später der führende Palou, Power fuhr zwei weitere Runden und kam nach seinem Boxenstopp knapp vor Palou wieder auf die Rennbahn zurück. Für Power war dies der zweiter Saisonsieg, dahinter folgte Palou und McLaughlin, der am Tag zuvor das Rennen gewinnen konnte. In der letzten Runde kam es zu einem heftigen Unfall zwischen Alexander Rossi (Arrow McLaren) und Sting Ray Robb (A. J. Foyt Racing). Rossi ging der Treibstoff aus und er wurde plötzlich langsamer auf der Ideallinie, Robb konnte nicht mehr ausweichen. Er flog in die Luft und überschlug sich, bevor er kopfüber zum Stehen kam. Auch Kyle Kirkwood (Andretti Global) und Ed Carpenter (Ed Carpenter Racing) waren in den Unfall verwickelt worden. Insbesondere Kirkwood hatte Glück, da ein Rad von Carpenters Auto an seinen Cockpitschutz prallte, ohne diesen wäre das Rad an Kirkwoods Kopf geprallt. Rob seinerseits musste zum Check ins Krankenhaus gebracht werden, nach einigen Stunden konnte er dieses wieder verlassen.
In der Meisterschaft führte nach diesem Rennen Palou mit 379 vor Power mit 344 und Pato O’Ward (Arrow McLaren) mit 327 Punkten.

## Meldeliste
| Startnummer | Fahrer              | Team                             | Motor     |
| ----------- | ------------------- | -------------------------------- | --------- |
| 14          | Santino Ferrucci    | A. J. Foyt Racing                | Chevrolet |
| 41          | Sting Ray Robb      | A. J. Foyt Racing                | Chevrolet |
| 26          | Colton Herta        | Andretti Global / Curb-Agajanian | Honda     |
| 27          | Kyle Kirkwood       | Andretti Global                  | Honda     |
| 28          | Marcus Ericsson     | Andretti Global                  | Honda     |
| 5           | Pato O’Ward         | Arrow McLaren                    | Chevrolet |
| 6           | Nolan Siegel        | Arrow McLaren                    | Chevrolet |
| 7           | Alexander Rossi     | Arrow McLaren                    | Chevrolet |
| 4           | Kyffin Simpson      | Chip Ganassi Racing              | Honda     |
| 8           | Linus Lundqvist     | Chip Ganassi Racing              | Honda     |
| 9           | Scott Dixon         | Chip Ganassi Racing              | Honda     |
| 10          | Alex Palou          | Chip Ganassi Racing              | Honda     |
| 11          | Marcus Armstrong    | Chip Ganassi Racing              | Honda     |
| 18          | Jack Harvey         | Dale Coyne Racing                | Honda     |
| 51          | Katherine Legge     | Dale Coyne Racing                | Honda     |
| 20          | Ed Carpenter        | Ed Carpenter Racing              | Chevrolet |
| 21          | Rinus VeeKay        | Ed Carpenter Racing              | Chevrolet |
| 77          | Romain Grosjean     | Juncos Hollinger Racing          | Chevrolet |
| 78          | Agustín Canapino    | Juncos Hollinger Racing          | Chevrolet |
| 60          | Felix Rosenqvist    | Meyer Shank Racing               | Honda     |
| 66          | David Malukas       | Meyer Shank Racing               | Honda     |
| 15          | Graham Rahal        | Rahal Letterman Lanigan Racing   | Honda     |
| 30          | Pietro Fittipaldi   | Rahal Letterman Lanigan Racing   | Honda     |
| 45          | Christian Lundgaard | Rahal Letterman Lanigan Racing   | Honda     |
| 2           | Josef Newgarden     | Team Penske                      | Chevrolet |
| 3           | Scott McLaughlin    | Team Penske                      | Chevrolet |
| 12          | Will Power          | Team Penske                      | Chevrolet |

### Qualifying
| Pos. | Nr. | Fahrer              | Team                             | 1 Runde    | Ø mph   |
| ---- | --- | ------------------- | -------------------------------- | ---------- | ------- |
| 1    | 3   | Scott McLaughlin    | Team Penske                      | 00:17.0966 | 188,248 |
| 2    | 10  | Alex Palou          | Chip Ganassi Racing              | 00:17.1582 | 187,572 |
| 3    | 9   | Scott Dixon         | Chip Ganassi Racing              | 00:17.1958 | 187,162 |
| 4    | 26  | Colton Herta        | Andretti Global / Curb-Agajanian | 00:17.2125 | 186,980 |
| 5    | 60  | Felix Rosenqvist    | Meyer Shank Racing               | 00:17.2259 | 186,835 |
| 6    | 7   | Alexander Rossi     | Arrow McLaren                    | 00:17.3005 | 186,029 |
| 7    | 5   | Pato O’Ward         | Arrow McLaren                    | 00:17.3165 | 185,857 |
| 8    | 15  | Graham Rahal        | Rahal Letterman Lanigan Racing   | 00:17.3321 | 185,690 |
| 9    | 66  | David Malukas       | Meyer Shank Racing               | 00:17.3410 | 185,595 |
| 10   | 78  | Agustín Canapino    | Juncos Hollinger Racing          | 00:17.3768 | 185,212 |
| 11   | 6   | Nolan Siegel        | Arrow McLaren                    | 00:17.3954 | 185,014 |
| 12   | 27  | Kyle Kirkwood       | Andretti Global                  | 00:17.4159 | 184,797 |
| 13   | 8   | Linus Lundqvist     | Chip Ganassi Racing              | 00:17.4283 | 184,665 |
| 14   | 2   | Josef Newgarden     | Team Penske                      | 00:17.4767 | 184,154 |
| 15   | 21  | Rinus VeeKay        | Ed Carpenter Racing              | 00:17.4784 | 184,136 |
| 16   | 77  | Romain Grosjean     | Juncos Hollinger Racing          | 00:17.5103 | 183,800 |
| 17   | 30  | Pietro Fittipaldi   | Rahal Letterman Lanigan Racing   | 00:17.5331 | 183,561 |
| 18   | 18  | Conor Daly          | Dale Coyne Racing                | 00:17.5551 | 183,331 |
| 19   | 45  | Christian Lundgaard | Rahal Letterman Lanigan Racing   | 00:17.6575 | 182,268 |
| 20   | 14  | Santino Ferrucci    | A. J. Foyt Racing                | 00:17.7412 | 181,408 |
| 21   | 41  | Sting Ray Robb      | A. J. Foyt Racing                | 00:17.7744 | 181,069 |
| 22   | 28  | Marcus Ericsson     | Andretti Global                  | 00:17.7784 | 181,029 |
| 23   | 12  | Will Power          | Team Penske                      | 00:17.9496 | 179,302 |
| 24   | 4   | Kyffin Simpson      | Chip Ganassi Racing              | 00:17.9827 | 178,972 |
| 25   | 51  | Katherine Legge     | Dale Coyne Racing                | 00:18.0949 | 177,862 |
| 26   | 11  | Marcus Armstrong    | Chip Ganassi Racing              | 00:18.5304 | 173,682 |
| 27   | 20  | Ed Carpenter        | Ed Carpenter Racing              | 00:19.0203 | 169,209 |

### Endergebnis
| Pos. | Nr. | Fahrer              | Rd. | Zeit/Rückstand   | Boxenstopps | Start | Führungsrunden | Punkte |
| ---- | --- | ------------------- | --- | ---------------- | ----------- | ----- | -------------- | ------ |
| 1    | 12  | Will Power          | 250 | 1:26:38.7472     | 2           | 22    | 51             | 51     |
| 2    | 10  | Alex Palou          | 250 | 1:26:39.1387     | 2           | 2     | 103            | 43     |
| 3    | 3   | Scott McLaughlin    | 250 | 1:26:41.1123     | 2           | 1     | 94             | 37     |
| 4    | 9   | Scott Dixon         | 250 | 1:26:41.2798     | 2           | 3     |                | 32     |
| 5    | 26  | Colton Herta        | 250 | 1:26:43.1835     | 2           | 4     |                | 30     |
| 6    | 5   | Pato O’Ward         | 250 | 1:26:43.4261     | 2           | 7     |                | 28     |
| 7    | 2   | Josef Newgarden     | 250 | 1:26:43.6064     | 2           | 14    |                | 26     |
| 8    | 15  | Graham Rahal        | 250 | 1:26:56.8028     | 2           | 8     |                | 24     |
| 9    | 21  | Rinus VeeKay        | 250 | 1:26:57.5120     | 2           | 15    |                | 22     |
| 10   | 77  | Romain Grosjean     | 250 | 1:26:59.2280     | 2           | 16    |                | 20     |
| 11   | 14  | Santino Ferrucci    | 250 | 1:26:59.5783     | 2           | 19    |                | 19     |
| 12   | 8   | Linus Lundqvist (R) | 250 | 1:27:03.7707     | 3           | 13    | 3              | 19     |
| 13   | 66  | David Malukas       | 250 | 1:27:05.2245     | 2           | 9     |                | 17     |
| 14   | 6   | Nolan Siegel (R)    | 250 | 1:27:06.8768     | 2           | 11    |                | 16     |
| 15   | 7   | Alexander Rossi     | 249 | 1 Rd. (Unfall)   | 2           | 6     |                | 15     |
| 16   | 27  | Kyle Kirkwood       | 249 | 1 Rd. (Unfall)   | 2           | 12    |                | 14     |
| 17   | 45  | Christian Lundgaard | 249 | 1 Rd.            | 2           | 18    |                | 13     |
| 18   | 4   | Kyffin Simpson (R)  | 249 | 1 Rd.            | 2           | 23    |                | 12     |
| 19   | 11  | Marcus Armstrong    | 249 | 1 Rd.            | 2           | 25    |                | 11     |
| 20   | 30  | Pietro Fittipaldi   | 249 | 1 Rd.            | 2           | 17    |                | 10     |
| 21   | 41  | Sting Ray Robb      | 248 | 2 Rd. (Unfall)   | 2           | 20    |                | 9      |
| 22   | 20  | Ed Carpenter        | 248 | 2 Rd. (Unfall)   | 2           | 26    |                | 8      |
| 23   | 28  | Marcus Ericsson     | 248 | 2 Rd.            | 2           | 21    |                | 7      |
| 24   | 51  | Katherine Legge     | 248 | 2 Rd.            | 2           | 24    |                | 6      |
| 25   | 78  | Agustin Canapino    | 221 | 29 Rd. (Defekt)  | 3           | 10    |                | 5      |
| 26   | 60  | Felix Rosenqvist    | 184 | 66 Rd. (Defekt)  | 1           | 5     |                | 5      |
| 27   | 18  | Conor Daly          | 140 | 110 Rd. (Defekt) | 1           | 27    |                | 2      |

(R)=Rookie / 2 Gelbphasen für insgesamt 12 Rd. / alle Starter auf Firestone-Reifen